# 河坑土楼群
24°39′03″N 117°03′13″E / 24.65083°N 117.05361°E
河坑土楼群位于中国福建省南靖县书洋镇曲江村，由方形的朝水楼、阳照楼、永盛楼、绳庆楼、永荣楼、永贵楼，圆形的裕昌楼、春贵楼、东升楼、晓春楼、永庆楼、裕兴楼，以及五角形的南薰楼等13座组成，自明嘉靖年间（1522—1566年）至二十世纪六十年代，历经400多年建成，为张氏家族聚居地。
2008年河坑土楼群作为福建土楼的典型代表被列为世界文化遗产。2009年河坑土楼群被列为第七批福建省文物保护单位。2013年3月5日公布为第七批全国重点文物保护单位。
- 河坑村全景
- 春贵楼（下）、永贵楼（左）、朝水楼（中）
- 春贵楼
- 朝水楼
- 阳照楼（方楼）、阳春楼（圆楼）
- 阳照楼
- 阳春楼
- 裕兴楼
- 裕兴楼
- 裕昌楼（近处圆楼）
- 裕昌楼
- 永盛楼（左）、永荣楼（中）、永庆楼（右）
- 永庆楼
- 永盛楼
- 晓春楼（近）、东升楼（中）、南薰楼（远）
- 晓春楼
- 东升楼
- 东升楼内部
- 五角形的南薰楼
- 绳庆楼